# Santa Cruz de Marchena

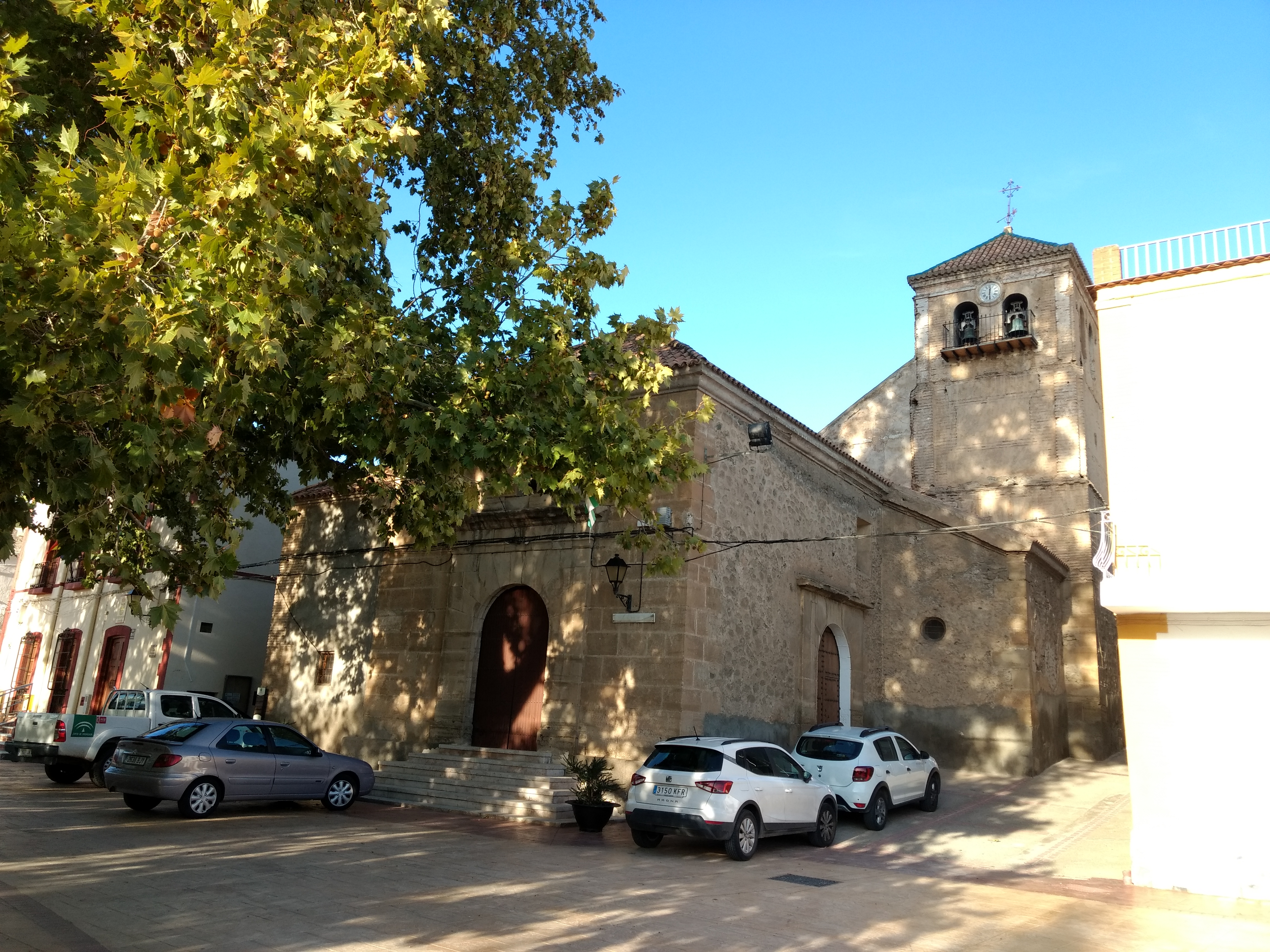
Iglesia parroquial de San Agustín

Santa Cruz de Marchena es una localidad y municipio español de la provincia de Almería, en la comunidad autónoma de Andalucía. Está situado en la comarca de la Alpujarra Almeriense, en el curso bajo del río Nacimiento y a 31 km de la capital de la provincia, Almería. Cuenta con una población de 245 habitantes (INE 2024).

## Toponimia
Marchena es un término muy repetido en la toponimia del sur de España, y responde a un esquema bastante frecuente de nombre propio romano (En este caso, Marcius) + sufijo -ANA, denotando el significado de Villa de Marcius.

## Historia
La población moderna fue fundada en época andalusí como Haratalgima, que se puede traducir como barrio de la mezquita, formando junto con Bolodu la Taha de Alboloduy, cuyas historias están fuertemente ligadas. En este lugar, hacia el siglo VIII se asentó una alquería con un destacamento militar de origen yemení de la tribu Quda.
Tras el fin de la Reconquista, su mezquita fue la primera del antiguo Reino de Granada en ser convertida en iglesia, pasando a estar dedicada a la Santa Cruz, lo que acabaría dando al nombre actual del pueblo. Al terminar la guerra de las Alpujarras, el lugar quedó despoblado hasta que llegaron nuevos habitantes procedentes de Andalucía occidental en 1573.
Hacia 1850 obtiene su independencia y funda su administración propia.

## Geografía humana

### Organización territorial
El municipio carece de cualquier otro núcleo de población.

### Demografía
Cuenta con una población de 245 habitantes (INE 2024).
| Gráfica de evolución demográfica de Santa Cruz de Marchena entre 1842 y 2021 |
| |
| Población de derecho según los censos de población del INE. Población de hecho según los censos de población del INE.En estos censos se denominaba Santa Cruz: 1842, 1857, 1860, 1877, 1887, 1897, 1900, 1910, 1920, 1930, 1940, 1950, 1960, 1970 y 1981. |

### Economía

#### Evolución de la deuda viva municipal
| Gráfica de evolución de Deuda viva del Ayuntamiento de Santa Cruz de Marchena entre 2008 y 2019                                |
| |
| Deuda viva del Ayuntamiento de Santa Cruz de Marchena en miles de Euros según datos del Ministerio de Hacienda y Ad. Públicas. |

## Símbolos

### Escudo
El escudo de armas de Santa Cruz de Marchena fue aprobado por el pleno de su ayuntamiento el 20 de junio de 2002 e inscrito en el registro Andaluz de Símbolos de Entidades Locales el 7 de noviembre de 2002 tiene el siguiente blasón:

De un solo cuartel; de sinople, cruz llana de oro cantonada de flores de azahar de plata. Timbrado de corona real cerrada.
BOJA n.º 130 de 7 de noviembre de 2002

### Bandera
La bandera de Santa Cruz de Marchena tiene la siguiente descripción:

Paño rectangular de proporciones 1:1,5 de color verde bandera, cruzado de una cruz cuyos brazos tienen una anchura igual a una sexta parte de la anchura del vexilo, en color gualdo y cantonado de cuatro flores de azahar blancas, de dimensiones adecuadas al espacio en que se inscriben.
BOJA n.º 130 de 7 de noviembre de 2002

## Servicios públicos

### Educación
El municipio carece de un colegio público, debiendo el alumnado desplazarse hasta el CPR Azahar, en Alboloduy, para recibir su primera educación, teniendo los alumnos que desplazarse luego hasta los institutos de Alhama de Almería o Gádor para continuar con su educación obligatoria.

### Sanidad
El municipio cuenta con un consultorio, dependiente del Hospital Universitario Torrecárdenas, que da servicio de lunes a viernes.

## Política

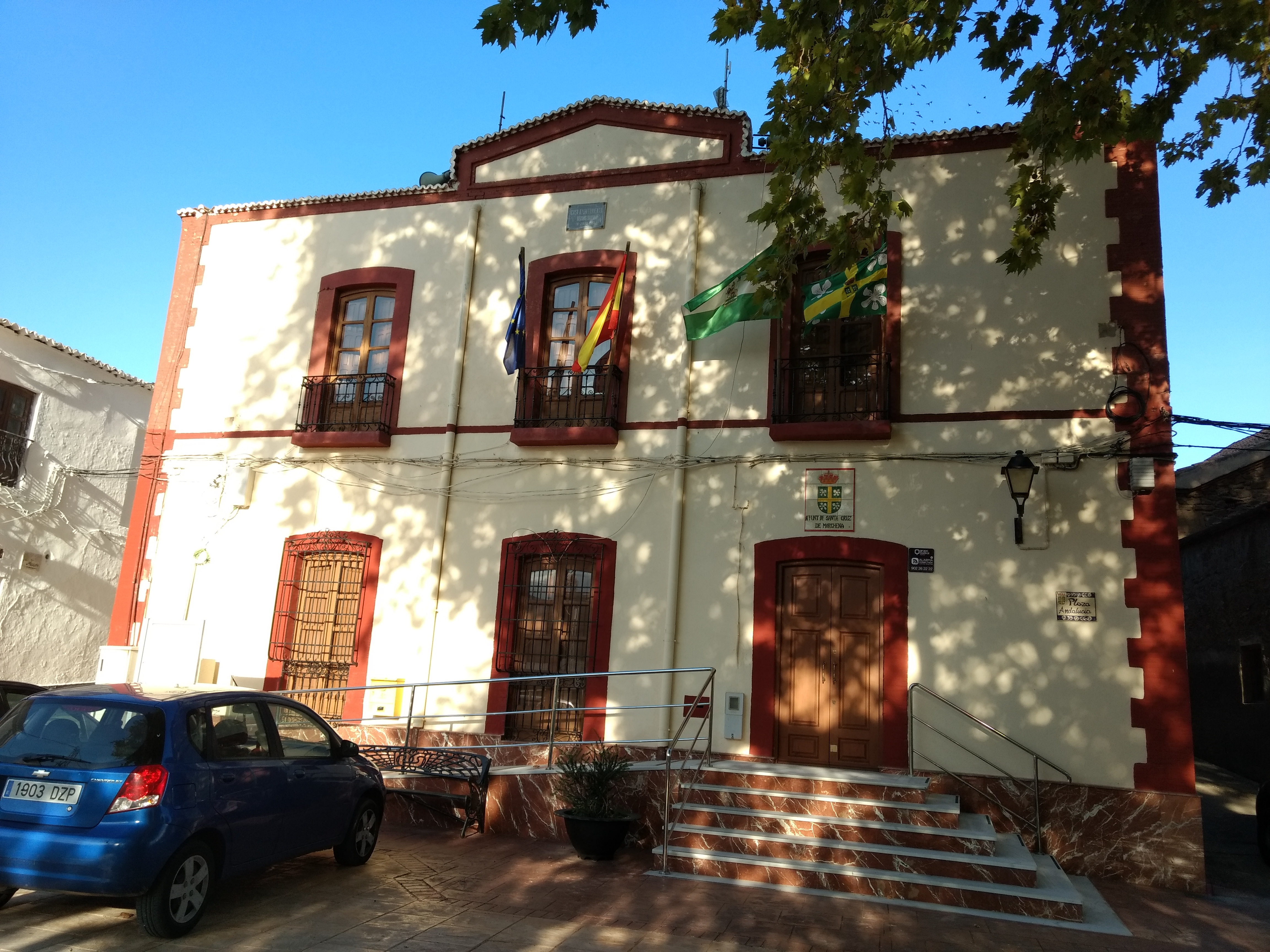
Casa Consistorial de Santa Cruz de Marchena

### Alcaldes
| Periodo   | Nombre                                                                            | Partido |
| --------- | --------------------------------------------------------------------------------- | ------- |
| 1979-1983 | Francisco Martínez Navarro                                                        | UCD     |
| 1983-1987 | Francisco Martínez Navarro                                                        | AP      |
| 1987-1991 | Juan José Martínez Lao                                                            | PSOE    |
| 1991-1995 | Antonio Abad García                                                               | PP      |
| 1995-1999 | Antonio Abad García                                                               | PP      |
| 1999-2003 | Antonio Abad García                                                               | PP      |
| 2003-2007 | Antonio Abad García                                                               | PP      |
| 2007-2011 | Antonio Abad García                                                               | PP      |
| 2011-2015 | Antonio Abad García (2011-2013) Felipe Salvador Berenguel González (2013-2015)    | PP      |
| 2015-2019 | Felipe Salvador Berenguel González                                                | PP      |
| 2019-2023 | Felipe Salvador Berenguel González (2019-2020) Elena Tijeras Martínez (2020-2023) | PP      |
| 2023-act. | Elena Tijeras Martínez                                                            | PP      |

## Cultura
- Iglesia de Santa Cruz: Templo mudéjar construido en el siglo XVI. La nave es de planta rectangular y está cubierta por una armadura de par y nudillo con tirantes. La estancia se abre al final en la cabecera y presenta capillas a ambos lados. El exterior presenta cantería a los pies, mampostería en el resto del cuerpo y ladrillo en la torre campanario. La portada principal presenta un hueco cubierto por una bóveda de medio cañón. [8]
- Ermita del Santo Cristo.